# 斑馬下鈎鯰
斑馬下鈎鯰（学名：Hypancistrus zebra），為輻鰭魚綱鯰形目甲鯰科的其中一種熱帶淡水魚，其种加词“zebra”意为“有斑马状纹样的”。分布於南美洲巴西Xingu河流域，體長可達6.4公分，棲息在底層水域，生活習性不明。瀕臨絕種。
多作為觀賞魚。